# 미터시
미터시(Metric time)는 미터법을 사용하여 시간 간격을 측정하는 것이다. 현대 SI는 초를 시간의 SI 기본 단위로 정의하고, 킬로초 및 밀리초와 같은 미터 접두어로 배수 및 분수를 형성한다. 분, 시간, 일과 같은 다른 시간 단위는 SI와 함께 사용하도록 허용되지만, SI의 일부는 아니다. 미터시는 시간 간격을 측정하는 반면, 십진시는 시간을 기록하는 수단이다.

## 역사
초는 수메르인과 바빌로니아인에게서 유래한 육십진법에서 파생되었다. 이 시스템은 기본 단위를 60분으로 나누고, 각 분을 60초로, 각 초를 60 티어스(tierce)로 나눈다. "minute"라는 단어는 라틴어 pars minuta prima에서 유래했으며 "첫 번째 작은 부분"을 의미하고, "second"는 pars minuta secunda 또는 "두 번째 작은 부분"에서 유래했다. 각도 측정에도 육십진법 단위가 사용된다. 거기서는 도가 분과 초로 세분되는 반면, 시간에서는 시간이다.
1790년, 프랑스 외교관 샤를모리스 드 탈레랑페리고르는 미터법의 기본 길이 단위가 45도선(새로운 각도 측정에서는 50 그라드)의 해수면에서 측정된 1초 주기를 가진 진자의 길이여야 한다고 제안하여, 미터법을 초의 값에 기반을 두었다. 프랑스 과학 아카데미 내에 시스템 개발을 위한 도량형 위원회가 설립되었다. 위원회는 다음 해에 미터의 초진자 정의를 거부했는데, 이는 초가 자연 단위의 십진 분수가 아닌 1/86,400일에 해당하는 임의의 기간이었기 때문이었다. 대신, 미터는 파리 자오선의 적도와 북극점 사이 길이의 십진 분수로 정의되었다.
위원회는 처음에 새로운 프랑스 혁명력의 일부로 제정된 십진시 단위를 제안했다. 1791년 1월, 장샤를 드 보르다는 루이 베르투에게 이 단위를 표시하는 십진 크로노미터를 제작하도록 의뢰했다. 1794년 3월 28일, 위원회 의장 조제프 루이 라그랑주는 하루(프랑스어 jour)를 시간의 기본 단위로 사용하고, 이를 데시-jour 및 센티-jour로 나누며, 4 데시-jour와 5 센티-jour를 "4,5", "4/5" 또는 단순히 "45"로 표현할 것을 제안했다. 1795년에 도입된 최종 시스템은 길이, 면적, 건조 부피, 액체 용량, 무게 또는 질량, 통화 단위를 포함했지만 시간은 포함하지 않았다. 일의 십진시는 프랑스에서 2년 전에 도입되었지만, 미터법이 시작될 때 의무 사용이 중단되었고, 기본 단위와 접두사가 붙은 단위의 미터 패턴을 따르지 않았다.
1/10, 1/100, 1/1,000, 또는 1/100,000일과 같은 날의 십진법 분할에 해당하는 기본 단위, 또는 1/20 또는 1/40일과 같은 다른 날의 분할도 다양한 이름으로 제안되었다. 그러한 대안 단위는 어떠한 주목할 만한 수용도 얻지 못했다. 송나라 시대 중국에서는 하루가 kè (刻이라는 작은 단위로 나뉘었다. 1 kè는 1628년까지 보통 하루의 1⁄100으로 정의되었지만, 그 이전에는 하루가 96, 108 또는 120 kè였던 짧은 기간도 있었다.  1 kè는 약 14.4분 또는 14분 24초이다. 19세기에 조제프 샤를 프랑수아 드 레이-파이야드는 라그랑주의 센티주르 사용 제안을 지지했지만, cé로 줄여 쓰고 10 데시세, 100 센티세, 1,000 밀리세, 그리고 10,000 디미세로 나누었다.
제임스 클러크 맥스웰과 엘리후 톰슨은 (BAAS로 알려진 영국 과학 진흥 협회를 통해) 1874년에 카를 프리드리히 가우스의 1832년 권고에 따라 전기 및 자기 미터 단위를 도출하기 위해 센티미터 그램 초 단위계를 도입했다.
1897년, 프랑스 경도국은 수학자 앙리 푸앵카레를 비서로 하여 시간 십진화 위원회(Commission de décimalisation du temps)를 설립했다. 위원회는 표준 시간을 미터시의 기본 단위로 만들 것을 제안했지만, 이 제안은 수용되지 못하고 결국 폐기되었다.
현대 SI 시스템이 1954년 제10차 국제 도량형 총회(CGPM)에서 정의되었을 때, 역표시 초(평균 태양일의 1/86400)는 시스템의 기본 단위 중 하나가 되었다. 지구의 자전이 불규칙한 속도로 서서히 감속하고 있어 정밀 측정의 기준점으로 부적합했기 때문에, SI 초는 나중에 세슘-133 원자의 바닥 상태의 두 초미세 수준 사이의 전이에 해당하는 복사 주기의 9,192,631,770배의 지속 시간으로 더 정밀하게 재정의되었다. 국제 표준 원자 시계는 세슘-133 측정을 주요 기준으로 사용한다.

## 컴퓨터 공학
컴퓨터 공학에서는 적어도 내부적으로 계산의 용이성 때문에 미터시가 널리 사용되었다. 유닉스 시간은 1970년 1월 1일 이후 초 수를 날짜와 시간으로 제공하며, 마이크로소프트의 NTFS FILETIME은 1601년 1월 1일 이후 100 나노초의 배수로 표시한다. VAX/VMS는 1858년 11월 17일 이후 100 나노초 수를 사용하고, RISC OS는 1900년 1월 1일 이후 센티초 수를 사용한다. 마이크로소프트 엑셀은 1900년 1월 1일 이후 일수(십진수, 부동소수점 형식)를 사용한다.
이 모든 시스템은 사용자에게 전통적인 단위를 사용하여 시간을 제시한다. 이 시스템들은 각각 윤초에서 불연속성을 가지므로 엄격히 선형적이지 않다.

## 접두사
초의 세분화에 대한 미터 접두사는 과학 및 기술 분야에서 일반적으로 사용된다. 밀리초와 마이크로초는 특히 일반적이다. 초의 배수에 대한 접두사는 거의 사용되지 않는다.
| 배수 | 단위 이름 | 초   | 일반 단위                                                                      |
| ---- | --------- | ---- | ------------------------------------------------------------------------------ |
| 101  | 데카초    | 10   | 0.17분                                                                         |
| 102  | 헥토초    | 100  | 1.67분 (또는 1분 40초)                                                         |
| 103  | 킬로초    | 1000 | 16.7분 (또는 16분 40초)                                                        |
| 106  | 메가초    | 1000 | 11.6일 (또는 11일 13시간 46분 40초)                                            |
| 109  | 기가초    | 1000 | 31.7년 (또는 31년 252일 1시간 46분 40초, 해당 기간에 7번의 윤년이 있다고 가정) |

## 같이 보기
- 특이한 측정 단위 목록#시간, 초의 접두사 배수가 포함됨
- 소련력